# Peer education
Nell'educazione tra pari (in inglese peer education) una persona opportunamente formata (educatore paritario) intraprende attività formative con altre persone sue pari, cioè simili quanto a età, condizione lavorativa, genere sessuale, status, entroterra culturale o esperienze vissute.
L'istruzione tra pari rientra nei metodi di apprendimento "a mediazione sociale", come l'apprendimento cooperativo e l'insegnamento reciproco (peer tutoring).
Come metodo d'intervento nell'ambito della promozione della salute e più in generale nella prevenzione dei comportamenti a rischio, è secondo alcuni autori più correttamente traducibile come "prevenzione tra pari". Queste attività educative mirano a potenziare nei pari le conoscenze, gli atteggiamenti, le competenze che consentono di compiere delle scelte responsabili e maggiormente consapevoli riguardo alla loro salute. La peer education si prefigge dunque di ampliare il ventaglio di azioni di cui una persona dispone e di aiutarla a sviluppare un pensiero critico sui comportamenti che possono ostacolare il suo benessere fisico, psicologico e sociale e una buona qualità della vita

## Principi della peer education
Gli interventi di peer education fanno leva sul legame tra similarità percepita e influenza sociale: sentire una qualche comunanza con un'altra persona o supporre di condividere con lei le stesse problematiche o le stesse esperienze rendono questa persona un interlocutore credibile,  di cui ci si può fidare, e ciò accresce la probabilità che il nostro modo di pensare e di agire ne sia influenzato. I pari sarebbero dunque dei modelli per l'acquisizione di conoscenze e competenze di varia natura e per la modifica di comportamenti e atteggiamenti, modelli efficaci in misura equivalente se non superiore ai professionisti del settore.
Nel considerare la parità una possibile spinta al cambiamento e con ciò privilegiando una trasmissione orizzontale del sapere, la peer education si colloca come strategia educativa volta ad attivare un processo naturale di passaggio di conoscenze, emozioni ed esperienze tra i membri di un gruppo; un intervento che mette in moto un ampio processo di comunicazione caratterizzato da un'esperienza profonda e intensa e da un forte atteggiamento di ricerca, autenticità e sintonia tra i soggetti coinvolti.
Nella peer education, le persone diventano soggetti attivi del loro sviluppo e della loro formazione, non semplici recettori di contenuti, valori ed esperienze trasferiti da un professionista esperto. Questo avviene attraverso il confronto tra punti di vista diversi, lo scambio di idee, l'analisi dei problemi e la ricerca delle possibili soluzioni, in una dinamica tra pari che tuttavia non esclude la possibilità di chiedere collaborazione e supporto agli esperti.
La peer education, inoltre, proprio perché favorisce rispetto reciproco, fiducia e cooperazione tra pari, è da considerarsi anche un sistema di prevenzione verso fenomeni negativi, come il bullismo.

## Antecedenti e aree di applicazione
Storicamente, la peer education può ricollegarsi al mutuo insegnamento, di cui riprende e riattualizza alcune strategie e finalità. Tuttavia, i primi progetti moderni di peer education risalgono agli anni Cinquanta e Sessanta del secolo scorso con alcune iniziative, soprattutto statunitensi, di promozione della salute, prevenzione della droga, facilitazione dell'inserimento scolastico. Una più ampia diffusione di interventi che utilizzano i pari inizia dagli anni Settanta, estendendosi gradualmente in tutto il mondo e nei contesti più svariati, quali scuola, ospedali, carceri, comunità terapeutiche, ambienti lavorativi, palestre, centri di aggregazione giovanile etc. 
In modo parallelo, si è verificato un notevole ampliamento dei campi di applicazione della peer education. Se la prevenzione dell'AIDS o delle altre malattie sessualmente trasmissibili rimane l'ambito elettivo d'intervento, soprattutto nei paesi in via di sviluppo, oggi la peer education si rivolge anche alla prevenzione di altri comportamenti a rischio, cioè comportamenti caratterizzati dal poter compromettere, nell'immediato o a lungo termine, il benessere fisico, psicologico e sociale, quali l'assunzione di droghe o alcool, il consumo di tabacco, la guida spericolata, il bullismo, la violenza, il comportamento alimentare non corretto.
L'aspetto preventivo è inoltre variamente accompagnato da quello di promozione della salute e i progetti di peer education comprendono spesso tra i loro obiettivi lo sviluppo di competenze psicosociali come le abilità di comunicazione o l'empatia.
Un recente sviluppo (peer education 2.0) è quello dell'azione con il - e all'interno del - web per una prevenzione on-line sia dei comportamenti a rischio in generale, sia di quelli più specifici legati all'uso di internet.

## Adolescenti e peer education
Sovente, i destinatari della peer education sono gli adolescenti. Ciò è legato al particolare ruolo che il gruppo dei pari gioca in questa fase del ciclo di vita in cui i cambiamenti da gestire sono molti e profondi: è anche grazie al gruppo dei coetanei che l'adolescente afferma la sua identità, delinea spazi di autonomia dalla famiglia e costruisce relazioni affettive al di fuori di essa. In adolescenza i pari sono spesso gli interlocutori privilegiati cui rivolgersi per cercare informazioni, scambiare consigli, condividere paure ed esperienze, confrontarsi, rappresentando così una potenziale risorsa per superare problemi di sviluppo. 
La peer education ricalca dunque un processo fisiologico e spontaneo quando considera i pari una leva per l'apprendimento e la crescita. In essa, la naturale tendenza ad avere influenza sugli altri è organizzata in funzione di un obiettivo educativo: nei progetti di peer education, i giovani imparano l'uno dall'altro, come avviene nella vita di tutti i giorni, imparano da qualcuno che si pone le loro stesse domande e sta affrontando gli stessi problemi, con cui condividono interessi e linguaggio, riti e valori, uno che sa cosa significa essere un adolescente oggi, una persona credibile, di cui ci si può fidare.

## La peer & video education
La peer education si basa sul principio che la partecipazione attiva dei giovani nei loro processi decisionali incrementi in modo efficace il raggiungimento non solo degli obiettivi prefissati in quel progetto, ma anche il controllo critico su altri aspetti della vita quotidiana.
La media education costituisce il nuovo terreno di sviluppo della peer education, andando così a convergere nella peer & video education, cioè un'attività di progettazione, realizzazione e diffusione da parte di un gruppo di giovani (peer) di prodotti video finalizzati alla prevenzione e destinati ad altri giovani.
I progetti sviluppati in questa direzione hanno aperto la strada alla sperimentazione, nell'ambito della prevenzione dei comportamenti a rischio, del video inteso, innanzitutto, come strumento di lavoro per rendere più efficace la peer education. 
I risultati hanno evidenziato: il rafforzamento della comunicazione orizzontale tra ragazzi, lo sviluppo di un approccio critico ai media, il consolidamento dell'identità di gruppo attraverso l'esperienza collettiva della progettazione e della produzione di video. 
La peer education, nell'idea iniziale di scambio emotivo ed esperienziale tra pari, e in quella più innovativa di peer & video education, come applicazione di uno sguardo critico e di co-costruzione di un prodotto multimediale, guarda all'adolescente non solo come una risorsa attiva nella prevenzione ma anche come agente di promozione e animazione sociale.

## Il decalogo dei peer
Il decalogo dei peer è il prodotto di un modello di riferimento che delinea la peer education sia come un processo di cambiamento intenzionale che utilizza risorse non professionali, sia come approccio partecipativo alla prevenzione.
- La peer education è partecipazione. Uno dei punti di forza della peer education è la riattivazione della socializzazione all'interno del gruppo classe. Il peer da solo non trasforma nulla, ma è stimolo stesso della partecipazione: la classe, durante gli interventi, è coinvolta ed esortata nell'elaborazione dei vissuti e delle esperienze.
- Il peer educator non è un professore. Il peer non è un professore, non è esperto di un sapere scientifico preciso, il suo ruolo è di mediazione ed è per questo che è percepito come parte del gruppo. Non è un esperto di contenuti, ma sa gestire la relazione.
- La peer education non è delega né manipolazione. La peer education si propone come modello che vede negli adulti una forza propositiva e fondante per il successo degli interventi tra i giovani. Senza di questi, il potenziale della peer education è dimezzato.
- La peer education rimette in gioco i ruoli. Il senso dell'educazione tra pari risiede proprio nel rendere i ragazzi protagonisti e responsabili, in prima persona, della propria educazione alla salute, in base alla capacità naturale dei ragazzi di comunicare tra loro in maniera efficace.
- La peer education è sostenuta da una rete. La scuola, l'associazionismo volontario, il servizio sanitario e le istituzioni locali svolgono un ruolo indispensabile per l'attuazione del progetto. La pluralità di competenze necessarie diventa insostenibile se anche solo una di queste istituzioni viene meno.
- La peer education è ricerca. La peer education è un modello preventivo partecipato, che costituisce la possibilità per gli adolescenti di trovare uno spazio dove parlare di sé e confrontare le proprie esperienze “alla pari”.
- La peer education è contagiosa. Promuove un vero e proprio “effetto contagio”, i giovani sono coinvolti in processo che li vede, in primis, “consumatori” e, in seguito, “fruitori” del progetto. La peer education permette ai giovani che la scelgono di essere presenti in maniera consapevole e soddisfacente all'interno del gruppo.
- La prevenzione è esperienza condivisa. La peer education è un modello d'elaborazione pedagogica dell'esperienza, in quanto si propone di diffondere nella cultura dei pari un atteggiamento che legittimi il pensiero e le esperienze di ognuno, riattivandone la partecipazione all'interno del gruppo.
- La peer education fa entrare la vita nella scuola. I ragazzi hanno le percezione di vivere un momento di vita informale all'interno del normale svolgimento della didattica scolastica. La vita entra lentamente attraverso i muri scolastici, sono i peer a trasmettere e condividere esperienze, dubbi e incertezze con i pari.
- Il peer nel gruppo fa cultura. I peer educator sono ragazzi comuni, con una consapevolezza maggiore dei processi comunicativi che si verificano nel gruppo dei pari, partecipano alla costruzione della cultura, attraverso cui si esprime il gruppo.

## Costruire un intervento di peer education
Il primo passo nella progettazione di un intervento di peer education è l'analisi dei bisogni dei destinatari dell'intervento stesso e delle risorse disponibili. L'esame accurato delle condizioni di partenza, possibilmente condotto in modo partecipato con i destinatari, consente di tarare l'intervento su misura rispetto al contesto e far sì che l'intervento venga percepito dai suoi destinatari come rilevante e appropriato ai loro bisogni. In questa fase preliminare vengono dunque stabiliti finalità e obiettivi, come pure i criteri per il reclutamento dei peer educator. 
Selezionati i peer educator, il gruppo ottenuto viene formato, utilizzando modalità altamente interattive che consentano un apprendimento esperienziale: psicodramma, role playing, brainstorming, giochi cooperativi, fishbowl aiutano i peer educator da un lato ad ampliare le loro conoscenze sui rischi connessi al comportamento cui l'intervento si rivolge, dall'altro ad accrescere le abilità affettive, relazionali e comunicative utili a sviluppare un buon adattamento psicosociale e raggiungere i loro pari destinatari del progetto.
Sulla base dell'esperienza di formazione, delle competenze in essa maturate, del sapere locale relativo a quel contesto e alle caratteristiche specifiche dei destinatari che lo abitano, i peer educator ideano, progettano e realizzano iniziative connesse con i temi di salute che ispirano il progetto, in ciò utilizzando gli strumenti di comunicazione che ritengono più adatti ai destinatari loro pari. In questa fase attuativa (implementation), i peer educator realizzano, ad esempio, un blog o un video, distribuiscono volantini, organizzano laboratori di animazione o un ciclo di conferenze, disegnano murales etc. Riprendendo Freire, tali iniziative di prevenzione e promozione della salute mirano a promuovere lo sviluppo di una coscienza critica, il che conferisce alla peer education una dimensione politica, comunitaria.

## Teorie comportamentali sul cambiamento
Sono molteplici le teorie che possono spiegare perché e come le persone adottano nuovi comportamenti e che possono essere applicate agli interventi di peer education per comprenderne le ragioni dell'efficacia. Tra esse il modello delle credenze sulla salute, la teoria sociale cognitiva, la teoria dell’azione ragionata, la teoria della diffusione delle innovazioni.

## L'impatto della peer education
A dispetto della grande popolarità, le evidenze di efficacia sulla peer education non sono univoche. Di fatto non esiste al riguardo alcun consenso. 
Le meta-analisi della Tobler e di Bangert-Drowns relative alla valutazione dei progetti di peer education hanno evidenziato che tale sistema educativo può esercitare una certa influenza sulle conoscenze, agisce in misura minore sugli atteggiamenti e sulle abilità, solo a volte ha ricadute sul comportamento. Tali risultati sono stati confermati anche da ricerche più recenti.
Gli attuali sviluppi della peer education evidenziano sempre più la necessità che essa si sviluppi come intervento radicato nel contesto e goda dell'appoggio di una rete sociale e politica.